# Étoile de Bessèges 2021
L'Étoile de Bessèges 2021, 51a edició de l'Étoile de Bessèges, es disputà entre el 3 i el 7 de febrer de 2021 sobre un recorregut de 	614 km repartits entre cinc etapes. La cursa formarà part del calendari de l'UCI Europa Tour 2021, amb una categoria 2.1.
El vencedor final fou el belga Tim Wellens (Lotto-Soudal) gràcies a la victòria en solitari en la tercera etapa. Michał Kwiatkowski (Ineos Grenadiers) i Nils Politt (Bora-Hansgrohe) completaren el podi.

## Equips
L'organització convidà a 21 equips a prendre part en aquesta cursa.
| WorldTeams (11)- AG2R Citroën Team - Bora-Hansgrohe - Cofidis - EF Education-Nippo - Groupama-FDJ - Israel Start-Up Nation - Ineos Grenadiers - Intermarché-Wanty-Gobert Matériaux - Lotto Soudal - Qhubeka Assos - Trek-Segafredo ProTeams (7)- Alpecin-Fenix - B&B Hotels p/b KTM - Bingoal-WB - Delko - Equipo Kern Pharma - Arkéa-Samsic - Total Direct Énergie Equips continentals (3)- Cambodia Cycling Academy - Xelliss-Roubaix Lille Métropole - Saint Michel-Auber 93 |
| |

## Etapes
| Etapa    | Data     | Ciutats d'etapa                         | type                      | Distància (km) | Vencedor de l'etapa | Líder de la general |
| -------- | -------- | --------------------------------------- | ------------------------- | -------------- | ------------------- | ------------------- |
| 1a etapa | 3 de feb | Bèlagarda – Bèlagarda                   | etapa plana               | 143,6          | Christophe Laporte  | Christophe Laporte  |
| 2a etapa | 4 de feb | Sent Ginièis de Malgoiriés – La Caumeta | etapa plana               | 153,8          | Timothy Dupont      | Christophe Laporte  |
| 3a etapa | 5 de feb | Bessèja – Bessèja                       | etapa accidentada         | 156,9          | Tim Wellens         | Tim Wellens         |
| 4a etapa | 6 de feb | Rosson – Sent Sifret                    | etapa accidentada         | 150,2          | Filippo Ganna       | Tim Wellens         |
| 5a etapa | 7 de feb | Alèst – Alèst                           | contrarellotge individual | 10,7           | Filippo Ganna       | Tim Wellens         |

### Etapa 1
| \| Classificació de l'etapa \| Classificació de l'etapa \| Classificació de l'etapa \| Classificació de l'etapa \| Classificació de l'etapa \| \| Corredor \| Corredor \| Equip \| Temps \| \| \| ------------------------ \| ------------------------ \| ---------------------------------- \| ------------------------ \| ------------------------ \| \| 1r \| Christophe Laporte \| Cofidis \| 3h 14' 32" \| \| \| 2n \| Nacer Bouhanni \| Arkéa-Samsic \| + 0" \| \| \| 3r \| Mads Pedersen \| Trek-Segafredo \| + 2" \| \| \| 4t \| Giacomo Nizzolo \| Qhubeka Assos \| + 2" \| \| \| 5è \| Michał Kwiatkowski \| Ineos Grenadiers \| + 2" \| \| \| 6è \| Jordi Meeus \| Bora-Hansgrohe \| + 2" \| \| \| 7è \| Bryan Coquard \| B&B Hotels p/b KTM \| + 2" \| \| \| 8è \| John Degenkolb \| Lotto-Soudal \| + 2" \| \| \| 9è \| Jake Stewart \| Groupama-FDJ \| + 2" \| \| \| 10è \| Danny van Poppel \| Intermarché-Wanty-Gobert Matériaux \| + 2" \| \| |                    |                                    |            |
| |                    |                                    |            |
| Font: ProCyclingStats |                    |                                    |            |
| Classificació de l'etapa |                    |                                    |            |
| Corredor | Corredor           | Equip                              | Temps      |
| 1r | Christophe Laporte | Cofidis                            | 3h 14' 32" |
| 2n | Nacer Bouhanni     | Arkéa-Samsic                       | + 0"       |
| 3r | Mads Pedersen      | Trek-Segafredo                     | + 2"       |
| 4t | Giacomo Nizzolo    | Qhubeka Assos                      | + 2"       |
| 5è | Michał Kwiatkowski | Ineos Grenadiers                   | + 2"       |
| 6è | Jordi Meeus        | Bora-Hansgrohe                     | + 2"       |
| 7è | Bryan Coquard      | B&B Hotels p/b KTM                 | + 2"       |
| 8è | John Degenkolb     | Lotto-Soudal                       | + 2"       |
| 9è | Jake Stewart       | Groupama-FDJ                       | + 2"       |
| 10è | Danny van Poppel   | Intermarché-Wanty-Gobert Matériaux | + 2"       |

| \| Classificació general \| Classificació general \| Classificació general \| Classificació general \| Classificació general \| \| Corredor \| Corredor \| Equip \| Temps \| \| \| --------------------- \| --------------------- \| ---------------------------------- \| --------------------- \| --------------------- \| \| 1r \| Christophe Laporte \| Cofidis \| 3h 14' 22" \| \| \| 2n \| Nacer Bouhanni \| Arkéa-Samsic \| + 4" \| \| \| 3r \| Mads Pedersen \| Trek-Segafredo \| + 8" \| \| \| 4t \| Giacomo Nizzolo \| Qhubeka Assos \| + 12" \| \| \| 5è \| Michał Kwiatkowski \| Ineos Grenadiers \| + 12" \| \| \| 6è \| Jordi Meeus \| Bora-Hansgrohe \| + 12" \| \| \| 7è \| Bryan Coquard \| B&B Hotels p/b KTM \| + 12" \| \| \| 8è \| John Degenkolb \| Lotto-Soudal \| + 12" \| \| \| 9è \| Jake Stewart \| Groupama-FDJ \| + 12" \| \| \| 10è \| Danny van Poppel \| Intermarché-Wanty-Gobert Matériaux \| + 12" \| \| |                    |                                    |            |
| |                    |                                    |            |
| Font: ProCyclingStats |                    |                                    |            |
| Classificació general |                    |                                    |            |
| Corredor | Corredor           | Equip                              | Temps      |
| 1r | Christophe Laporte | Cofidis                            | 3h 14' 22" |
| 2n | Nacer Bouhanni     | Arkéa-Samsic                       | + 4"       |
| 3r | Mads Pedersen      | Trek-Segafredo                     | + 8"       |
| 4t | Giacomo Nizzolo    | Qhubeka Assos                      | + 12"      |
| 5è | Michał Kwiatkowski | Ineos Grenadiers                   | + 12"      |
| 6è | Jordi Meeus        | Bora-Hansgrohe                     | + 12"      |
| 7è | Bryan Coquard      | B&B Hotels p/b KTM                 | + 12"      |
| 8è | John Degenkolb     | Lotto-Soudal                       | + 12"      |
| 9è | Jake Stewart       | Groupama-FDJ                       | + 12"      |
| 10è | Danny van Poppel   | Intermarché-Wanty-Gobert Matériaux | + 12"      |

### Etapa 2
| \| Classificació de l'etapa \| Classificació de l'etapa \| Classificació de l'etapa \| Classificació de l'etapa \| Classificació de l'etapa \| \| Corredor \| Corredor \| Equip \| Temps \| \| \| ------------------------ \| ------------------------ \| ------------------------ \| ------------------------ \| ------------------------ \| \| 1r \| Timothy Dupont \| Bingoal-WB \| 3h 35' 15" \| \| \| 2n \| Pierre Barbier \| Delko \| + 0" \| \| \| 3r \| Giacomo Nizzolo \| Qhubeka Assos \| + 0" \| \| \| 4t \| Rudy Barbier \| Israel Start-Up Nation \| + 0" \| \| \| 5è \| Christophe Laporte \| Cofidis \| + 0" \| \| \| 6è \| Nacer Bouhanni \| Arkéa-Samsic \| + 0" \| \| \| 7è \| Marc Sarreau \| AG2R Citroën Team \| + 0" \| \| \| 8è \| Gerben Thijssen \| Lotto-Soudal \| + 0" \| \| \| 9è \| Silvan Dillier \| Alpecin-Fenix \| + 0" \| \| \| 10è \| Edward Theuns \| Trek-Segafredo \| + 0" \| \| |                    |                        |            |
| |                    |                        |            |
| Font: ProCyclingStats |                    |                        |            |
| Classificació de l'etapa |                    |                        |            |
| Corredor | Corredor           | Equip                  | Temps      |
| 1r | Timothy Dupont     | Bingoal-WB             | 3h 35' 15" |
| 2n | Pierre Barbier     | Delko                  | + 0"       |
| 3r | Giacomo Nizzolo    | Qhubeka Assos          | + 0"       |
| 4t | Rudy Barbier       | Israel Start-Up Nation | + 0"       |
| 5è | Christophe Laporte | Cofidis                | + 0"       |
| 6è | Nacer Bouhanni     | Arkéa-Samsic           | + 0"       |
| 7è | Marc Sarreau       | AG2R Citroën Team      | + 0"       |
| 8è | Gerben Thijssen    | Lotto-Soudal           | + 0"       |
| 9è | Silvan Dillier     | Alpecin-Fenix          | + 0"       |
| 10è | Edward Theuns      | Trek-Segafredo         | + 0"       |

| \| Classificació general \| Classificació general \| Classificació general \| Classificació general \| Classificació general \| \| Corredor \| Corredor \| Equip \| Temps \| \| \| --------------------- \| --------------------- \| --------------------- \| --------------------- \| --------------------- \| \| 1r \| Christophe Laporte \| Cofidis \| 6h 49' 37" \| \| \| 2n \| Timothy Dupont \| Bingoal-WB \| + 2" \| \| \| 3r \| Nacer Bouhanni \| Arkéa-Samsic \| + 4" \| \| \| 4t \| Pierre Barbier \| Delko \| + 6" \| \| \| 5è \| Ludovic Robeet \| Bingoal-WB \| + 7" \| \| \| 6è \| Giacomo Nizzolo \| Qhubeka Assos \| + 8" \| \| \| 7è \| Mads Pedersen \| Trek-Segafredo \| + 8" \| \| \| 8è \| Tony Hurel \| Saint Michel-Auber 93 \| + 9" \| \| \| 9è \| Alexandre Delettre \| Delko \| + 11" \| \| \| 10è \| Bryan Coquard \| B&B Hotels p/b KTM \| + 12" \| \| |                    |                       |            |
| |                    |                       |            |
| Font: ProCyclingStats |                    |                       |            |
| Classificació general |                    |                       |            |
| Corredor | Corredor           | Equip                 | Temps      |
| 1r | Christophe Laporte | Cofidis               | 6h 49' 37" |
| 2n | Timothy Dupont     | Bingoal-WB            | + 2"       |
| 3r | Nacer Bouhanni     | Arkéa-Samsic          | + 4"       |
| 4t | Pierre Barbier     | Delko                 | + 6"       |
| 5è | Ludovic Robeet     | Bingoal-WB            | + 7"       |
| 6è | Giacomo Nizzolo    | Qhubeka Assos         | + 8"       |
| 7è | Mads Pedersen      | Trek-Segafredo        | + 8"       |
| 8è | Tony Hurel         | Saint Michel-Auber 93 | + 9"       |
| 9è | Alexandre Delettre | Delko                 | + 11"      |
| 10è | Bryan Coquard      | B&B Hotels p/b KTM    | + 12"      |

### Etapa 3
| \| Classificació de l'etapa \| Classificació de l'etapa \| Classificació de l'etapa \| Classificació de l'etapa \| Classificació de l'etapa \| \| Corredor \| Corredor \| Equip \| Temps \| \| \| ------------------------ \| ------------------------ \| ------------------------ \| ------------------------ \| ------------------------ \| \| 1r \| Tim Wellens \| Lotto-Soudal \| 3h 28' 02" \| \| \| 2n \| Edward Theuns \| Trek-Segafredo \| + 37" \| \| \| 3r \| Mads Würtz Schmidt \| Israel Start-Up Nation \| + 37" \| \| \| 4t \| Greg Van Avermaet \| AG2R Citroën Team \| + 37" \| \| \| 5è \| Philippe Gilbert \| Lotto-Soudal \| + 37" \| \| \| 6è \| Cyril Barthe \| B&B Hotels p/b KTM \| + 37" \| \| \| 7è \| Jake Stewart \| Groupama-FDJ \| + 37" \| \| \| 8è \| Nils Politt \| Bora-Hansgrohe \| + 37" \| \| \| 9è \| Michael Gogl \| Qhubeka Assos \| + 37" \| \| \| 10è \| Michał Kwiatkowski \| Ineos Grenadiers \| + 37" \| \| |                    |                        |            |
| |                    |                        |            |
| Font: ProCyclingStats |                    |                        |            |
| Classificació de l'etapa |                    |                        |            |
| Corredor | Corredor           | Equip                  | Temps      |
| 1r | Tim Wellens        | Lotto-Soudal           | 3h 28' 02" |
| 2n | Edward Theuns      | Trek-Segafredo         | + 37"      |
| 3r | Mads Würtz Schmidt | Israel Start-Up Nation | + 37"      |
| 4t | Greg Van Avermaet  | AG2R Citroën Team      | + 37"      |
| 5è | Philippe Gilbert   | Lotto-Soudal           | + 37"      |
| 6è | Cyril Barthe       | B&B Hotels p/b KTM     | + 37"      |
| 7è | Jake Stewart       | Groupama-FDJ           | + 37"      |
| 8è | Nils Politt        | Bora-Hansgrohe         | + 37"      |
| 9è | Michael Gogl       | Qhubeka Assos          | + 37"      |
| 10è | Michał Kwiatkowski | Ineos Grenadiers       | + 37"      |

| \| Classificació general \| Classificació general \| Classificació general \| Classificació general \| Classificació general \| \| Corredor \| Corredor \| Equip \| Temps \| \| \| --------------------- \| --------------------- \| ---------------------- \| --------------------- \| --------------------- \| \| 1r \| Tim Wellens \| Lotto-Soudal \| 10h 17' 38" \| \| \| 2n \| Edward Theuns \| Trek-Segafredo \| + 44" \| \| \| 3r \| Mads Würtz Schmidt \| Israel Start-Up Nation \| + 46" \| \| \| 4t \| Michał Kwiatkowski \| Ineos Grenadiers \| + 48" \| \| \| 5è \| Philippe Gilbert \| Lotto-Soudal \| + 49" \| \| \| 6è \| Jake Stewart \| Groupama-FDJ \| + 50" \| \| \| 7è \| Greg Van Avermaet \| AG2R Citroën Team \| + 50" \| \| \| 8è \| Michael Gogl \| Qhubeka Assos \| + 50" \| \| \| 9è \| Cyril Barthe \| B&B Hotels p/b KTM \| + 50" \| \| \| 10è \| Stefano Oldani \| Lotto-Soudal \| + 50" \| \| |                    |                        |             |
| |                    |                        |             |
| Font: ProCyclingStats |                    |                        |             |
| Classificació general |                    |                        |             |
| Corredor | Corredor           | Equip                  | Temps       |
| 1r | Tim Wellens        | Lotto-Soudal           | 10h 17' 38" |
| 2n | Edward Theuns      | Trek-Segafredo         | + 44"       |
| 3r | Mads Würtz Schmidt | Israel Start-Up Nation | + 46"       |
| 4t | Michał Kwiatkowski | Ineos Grenadiers       | + 48"       |
| 5è | Philippe Gilbert   | Lotto-Soudal           | + 49"       |
| 6è | Jake Stewart       | Groupama-FDJ           | + 50"       |
| 7è | Greg Van Avermaet  | AG2R Citroën Team      | + 50"       |
| 8è | Michael Gogl       | Qhubeka Assos          | + 50"       |
| 9è | Cyril Barthe       | B&B Hotels p/b KTM     | + 50"       |
| 10è | Stefano Oldani     | Lotto-Soudal           | + 50"       |

### Etapa 4
| \| Classificació de l'etapa \| Classificació de l'etapa \| Classificació de l'etapa \| Classificació de l'etapa \| Classificació de l'etapa \| \| Corredor \| Corredor \| Equip \| Temps \| \| \| ------------------------ \| ------------------------ \| ------------------------ \| ------------------------ \| ------------------------ \| \| 1r \| Filippo Ganna \| Ineos Grenadiers \| 3h 22' 57" \| \| \| 2n \| Christophe Laporte \| Cofidis \| + 17" \| \| \| 3r \| Pascal Ackermann \| Bora-Hansgrohe \| + 17" \| \| \| 4t \| Greg Van Avermaet \| AG2R Citroën Team \| + 17" \| \| \| 5è \| Milan Menten \| Bingoal-WB \| + 17" \| \| \| 6è \| Bryan Coquard \| B&B Hotels p/b KTM \| + 17" \| \| \| 7è \| Cyril Barthe \| B&B Hotels p/b KTM \| + 17" \| \| \| 8è \| Nils Politt \| Bora-Hansgrohe \| + 17" \| \| \| 9è \| August Jensen \| Delko \| + 17" \| \| \| 10è \| Mads Würtz Schmidt \| Israel Start-Up Nation \| + 17" \| \| |                    |                        |            |
| |                    |                        |            |
| Font: ProCyclingStats |                    |                        |            |
| Classificació de l'etapa |                    |                        |            |
| Corredor | Corredor           | Equip                  | Temps      |
| 1r | Filippo Ganna      | Ineos Grenadiers       | 3h 22' 57" |
| 2n | Christophe Laporte | Cofidis                | + 17"      |
| 3r | Pascal Ackermann   | Bora-Hansgrohe         | + 17"      |
| 4t | Greg Van Avermaet  | AG2R Citroën Team      | + 17"      |
| 5è | Milan Menten       | Bingoal-WB             | + 17"      |
| 6è | Bryan Coquard      | B&B Hotels p/b KTM     | + 17"      |
| 7è | Cyril Barthe       | B&B Hotels p/b KTM     | + 17"      |
| 8è | Nils Politt        | Bora-Hansgrohe         | + 17"      |
| 9è | August Jensen      | Delko                  | + 17"      |
| 10è | Mads Würtz Schmidt | Israel Start-Up Nation | + 17"      |

| \| Classificació general \| Classificació general \| Classificació general \| Classificació general \| Classificació general \| \| Corredor \| Corredor \| Equip \| Temps \| \| \| --------------------- \| --------------------- \| ---------------------------------- \| --------------------- \| --------------------- \| \| 1r \| Tim Wellens \| Lotto-Soudal \| 13h 40' 54" \| \| \| 2n \| Edward Theuns \| Trek-Segafredo \| + 44" \| \| \| 3r \| Mads Würtz Schmidt \| Israel Start-Up Nation \| + 46" \| \| \| 4t \| Michał Kwiatkowski \| Ineos Grenadiers \| + 48" \| \| \| 5è \| Philippe Gilbert \| Lotto-Soudal \| + 49" \| \| \| 6è \| Greg Van Avermaet \| AG2R Citroën Team \| + 50" \| \| \| 7è \| Jake Stewart \| Groupama-FDJ \| + 50" \| \| \| 8è \| Cyril Barthe \| B&B Hotels p/b KTM \| + 50" \| \| \| 9è \| Nils Politt \| Bora-Hansgrohe \| + 50" \| \| \| 10è \| Odd Christian Eiking \| Intermarché-Wanty-Gobert Matériaux \| + 50" \| \| |                      |                                    |             |
| |                      |                                    |             |
| Font: ProCyclingStats |                      |                                    |             |
| Classificació general |                      |                                    |             |
| Corredor | Corredor             | Equip                              | Temps       |
| 1r | Tim Wellens          | Lotto-Soudal                       | 13h 40' 54" |
| 2n | Edward Theuns        | Trek-Segafredo                     | + 44"       |
| 3r | Mads Würtz Schmidt   | Israel Start-Up Nation             | + 46"       |
| 4t | Michał Kwiatkowski   | Ineos Grenadiers                   | + 48"       |
| 5è | Philippe Gilbert     | Lotto-Soudal                       | + 49"       |
| 6è | Greg Van Avermaet    | AG2R Citroën Team                  | + 50"       |
| 7è | Jake Stewart         | Groupama-FDJ                       | + 50"       |
| 8è | Cyril Barthe         | B&B Hotels p/b KTM                 | + 50"       |
| 9è | Nils Politt          | Bora-Hansgrohe                     | + 50"       |
| 10è | Odd Christian Eiking | Intermarché-Wanty-Gobert Matériaux | + 50"       |

### Etapa 5
| \| Classificació de l'etapa \| Classificació de l'etapa \| Classificació de l'etapa \| Classificació de l'etapa \| Classificació de l'etapa \| \| Corredor \| Corredor \| Equip \| Temps \| \| \| ------------------------ \| ------------------------ \| ------------------------ \| ------------------------ \| ------------------------ \| \| 1r \| Filippo Ganna \| Ineos Grenadiers \| 15' 00" \| \| \| 2n \| Benjamin Thomas \| Groupama-FDJ \| + 10" \| \| \| 3r \| Ethan Hayter \| Ineos Grenadiers \| + 21" \| \| \| 4t \| Tim Wellens \| Lotto-Soudal \| + 29" \| \| \| 5è \| Christophe Laporte \| Cofidis \| + 31" \| \| \| 6è \| Michał Kwiatkowski \| Ineos Grenadiers \| + 34" \| \| \| 7è \| Alberto Bettiol \| EF Education-Nippo \| + 35" \| \| \| 8è \| Owain Doull \| Ineos Grenadiers \| + 38" \| \| \| 9è \| Nils Politt \| Bora-Hansgrohe \| + 38" \| \| \| 10è \| Jake Stewart \| Groupama-FDJ \| + 41" \| \| |                    |                    |         |
| |                    |                    |         |
| Font: ProCyclingStats |                    |                    |         |
| Classificació de l'etapa |                    |                    |         |
| Corredor | Corredor           | Equip              | Temps   |
| 1r | Filippo Ganna      | Ineos Grenadiers   | 15' 00" |
| 2n | Benjamin Thomas    | Groupama-FDJ       | + 10"   |
| 3r | Ethan Hayter       | Ineos Grenadiers   | + 21"   |
| 4t | Tim Wellens        | Lotto-Soudal       | + 29"   |
| 5è | Christophe Laporte | Cofidis            | + 31"   |
| 6è | Michał Kwiatkowski | Ineos Grenadiers   | + 34"   |
| 7è | Alberto Bettiol    | EF Education-Nippo | + 35"   |
| 8è | Owain Doull        | Ineos Grenadiers   | + 38"   |
| 9è | Nils Politt        | Bora-Hansgrohe     | + 38"   |
| 10è | Jake Stewart       | Groupama-FDJ       | + 41"   |

## Classificació final
| \| Classificació general \| Classificació general \| Classificació general \| Classificació general \| Classificació general \| \| Corredor \| Corredor \| Equip \| Temps \| \| \| --------------------- \| --------------------- \| ---------------------------------- \| --------------------- \| --------------------- \| \| 1r \| Tim Wellens \| Lotto-Soudal \| 13h 56' 23" \| \| \| 2n \| Michał Kwiatkowski \| Ineos Grenadiers \| + 53" \| \| \| 3r \| Nils Politt \| Bora-Hansgrohe \| + 59" \| \| \| 4t \| Jake Stewart \| Groupama-FDJ \| + 1' 02" \| \| \| 5è \| Mads Würtz Schmidt \| Israel Start-Up Nation \| + 1' 19" \| \| \| 6è \| Michael Gogl \| Qhubeka Assos \| + 1' 24" \| \| \| 7è \| Greg Van Avermaet \| AG2R Citroën Team \| + 1' 25" \| \| \| 8è \| Edward Theuns \| Trek-Segafredo \| + 1' 36" \| \| \| 9è \| Clément Carisey \| Delko \| + 1' 41" \| \| \| 10è \| Odd Christian Eiking \| Intermarché-Wanty-Gobert Matériaux \| + 1' 45" \| \| |                      |                                    |             |
| |                      |                                    |             |
| Font: ProCyclingStats |                      |                                    |             |
| Classificació general |                      |                                    |             |
| Corredor | Corredor             | Equip                              | Temps       |
| 1r | Tim Wellens          | Lotto-Soudal                       | 13h 56' 23" |
| 2n | Michał Kwiatkowski   | Ineos Grenadiers                   | + 53"       |
| 3r | Nils Politt          | Bora-Hansgrohe                     | + 59"       |
| 4t | Jake Stewart         | Groupama-FDJ                       | + 1' 02"    |
| 5è | Mads Würtz Schmidt   | Israel Start-Up Nation             | + 1' 19"    |
| 6è | Michael Gogl         | Qhubeka Assos                      | + 1' 24"    |
| 7è | Greg Van Avermaet    | AG2R Citroën Team                  | + 1' 25"    |
| 8è | Edward Theuns        | Trek-Segafredo                     | + 1' 36"    |
| 9è | Clément Carisey      | Delko                              | + 1' 41"    |
| 10è | Odd Christian Eiking | Intermarché-Wanty-Gobert Matériaux | + 1' 45"    |

### Classificacions secundàries
| Classificació per punts | Classificació per punts | Classificació per punts | Classificació per punts | Classificació per punts |
| Corredor                | Corredor                | Equip                   | Punts                   |                         |
| ----------------------- | ----------------------- | ----------------------- | ----------------------- | ----------------------- |
| 1r                      | Christophe Laporte      | Cofidis                 | 69 pts                  |                         |
| 2n                      | Filippo Ganna           | Ineos Grenadiers        | 56 pts                  |                         |
| 3r                      | Tim Wellens             | Lotto-Soudal            | 49 pts                  |                         |
| 4t                      | Michał Kwiatkowski      | Ineos Grenadiers        | 32 pts                  |                         |
| 5è                      | Edward Theuns           | Trek-Segafredo          | 31 pts                  |                         |
| 6è                      | Giacomo Nizzolo         | Qhubeka Assos           | 31 pts                  |                         |
| 7è                      | Nacer Bouhanni          | Arkéa-Samsic            | 30 pts                  |                         |
| 8è                      | Greg Van Avermaet       | AG2R Citroën Team       | 29 pts                  |                         |
| 9è                      | Timothy Dupont          | Bingoal-WB              | 25 pts                  |                         |
| 10è                     | Mads Würtz Schmidt      | Israel Start-Up Nation  | 24 pts                  |                         |

| Classificació per punts | Classificació per punts | Classificació per punts | Classificació per punts | Classificació per punts |
| Corredor                | Corredor                | Equip                   | Punts                   |                         |
| ----------------------- | ----------------------- | ----------------------- | ----------------------- | ----------------------- |
| 1r                      | Christophe Laporte      | Cofidis                 | 69 pts                  |                         |
| 2n                      | Filippo Ganna           | Ineos Grenadiers        | 56 pts                  |                         |
| 3r                      | Tim Wellens             | Lotto-Soudal            | 49 pts                  |                         |
| 4t                      | Michał Kwiatkowski      | Ineos Grenadiers        | 32 pts                  |                         |
| 5è                      | Edward Theuns           | Trek-Segafredo          | 31 pts                  |                         |
| 6è                      | Giacomo Nizzolo         | Qhubeka Assos           | 31 pts                  |                         |
| 7è                      | Nacer Bouhanni          | Arkéa-Samsic            | 30 pts                  |                         |
| 8è                      | Greg Van Avermaet       | AG2R Citroën Team       | 29 pts                  |                         |
| 9è                      | Timothy Dupont          | Bingoal-WB              | 25 pts                  |                         |
| 10è                     | Mads Würtz Schmidt      | Israel Start-Up Nation  | 24 pts                  |                         |

| Classificació de la muntanya | Classificació de la muntanya | Classificació de la muntanya | Classificació de la muntanya | Classificació de la muntanya |
| Corredor                     | Corredor                     | Equip                        | Punts                        |                              |
| ---------------------------- | ---------------------------- | ---------------------------- | ---------------------------- | ---------------------------- |
| 1r                           | Alexandre Delettre           | Delko                        | 28 pts                       |                              |
| 2n                           | Ludovic Robeet               | Bingoal-WB                   | 18 pts                       |                              |
| 3r                           | Tim Wellens                  | Lotto-Soudal                 | 14 pts                       |                              |
| 4t                           | Michał Kwiatkowski           | Ineos Grenadiers             | 10 pts                       |                              |
| 5è                           | Ethan Hayter                 | Ineos Grenadiers             | 10 pts                       |                              |
| 6è                           | Filippo Ganna                | Ineos Grenadiers             | 10 pts                       |                              |
| 7è                           | Alexys Brunel                | Groupama-FDJ                 | 8 pts                        |                              |
| 8è                           | Rigoberto Urán               | EF Education-Nippo           | 8 pts                        |                              |
| 9è                           | Anthony Perez                | Cofidis                      | 8 pts                        |                              |
| 10è                          | Vojtěch Řepa                 | Equipo Kern Pharma           | 8 pts                        |                              |

| Classificació de la muntanya | Classificació de la muntanya | Classificació de la muntanya | Classificació de la muntanya | Classificació de la muntanya |
| Corredor                     | Corredor                     | Equip                        | Punts                        |                              |
| ---------------------------- | ---------------------------- | ---------------------------- | ---------------------------- | ---------------------------- |
| 1r                           | Alexandre Delettre           | Delko                        | 28 pts                       |                              |
| 2n                           | Ludovic Robeet               | Bingoal-WB                   | 18 pts                       |                              |
| 3r                           | Tim Wellens                  | Lotto-Soudal                 | 14 pts                       |                              |
| 4t                           | Michał Kwiatkowski           | Ineos Grenadiers             | 10 pts                       |                              |
| 5è                           | Ethan Hayter                 | Ineos Grenadiers             | 10 pts                       |                              |
| 6è                           | Filippo Ganna                | Ineos Grenadiers             | 10 pts                       |                              |
| 7è                           | Alexys Brunel                | Groupama-FDJ                 | 8 pts                        |                              |
| 8è                           | Rigoberto Urán               | EF Education-Nippo           | 8 pts                        |                              |
| 9è                           | Anthony Perez                | Cofidis                      | 8 pts                        |                              |
| 10è                          | Vojtěch Řepa                 | Equipo Kern Pharma           | 8 pts                        |                              |

| Classificació del millor jove | Classificació del millor jove | Classificació del millor jove | Classificació del millor jove | Classificació del millor jove |
| Corredor                      | Corredor                      | Equip                         | Temps                         |                               |
| ----------------------------- | ----------------------------- | ----------------------------- | ----------------------------- | ----------------------------- |
| 1r                            | Jake Stewart                  | Groupama-FDJ                  | 13h 57' 25"                   |                               |
| 2n                            | Stefano Oldani                | Lotto-Soudal                  | + 1' 26"                      |                               |
| 3r                            | Roger Adrià Oliveras          | Equipo Kern Pharma            | + 2' 46"                      |                               |
| 4t                            | Alexys Brunel                 | Groupama-FDJ                  | + 3' 09"                      |                               |
| 5è                            | Raúl García Pierna            | Equipo Kern Pharma            | + 3' 43"                      |                               |
| 6è                            | Tobias Bayer                  | Alpecin-Fenix                 | + 4' 02"                      |                               |
| 7è                            | Brent Van Moer                | Lotto-Soudal                  | + 4' 43"                      |                               |
| 8è                            | Andreas Kron                  | Lotto-Soudal                  | + 4' 53"                      |                               |
| 9è                            | Matis Louvel                  | Arkéa-Samsic                  | + 5' 43"                      |                               |
| 10è                           | Mattias Skjelmose             | Trek-Segafredo                | + 10' 39"                     |                               |

| Classificació del millor jove | Classificació del millor jove | Classificació del millor jove | Classificació del millor jove | Classificació del millor jove |
| Corredor                      | Corredor                      | Equip                         | Temps                         |                               |
| ----------------------------- | ----------------------------- | ----------------------------- | ----------------------------- | ----------------------------- |
| 1r                            | Jake Stewart                  | Groupama-FDJ                  | 13h 57' 25"                   |                               |
| 2n                            | Stefano Oldani                | Lotto-Soudal                  | + 1' 26"                      |                               |
| 3r                            | Roger Adrià Oliveras          | Equipo Kern Pharma            | + 2' 46"                      |                               |
| 4t                            | Alexys Brunel                 | Groupama-FDJ                  | + 3' 09"                      |                               |
| 5è                            | Raúl García Pierna            | Equipo Kern Pharma            | + 3' 43"                      |                               |
| 6è                            | Tobias Bayer                  | Alpecin-Fenix                 | + 4' 02"                      |                               |
| 7è                            | Brent Van Moer                | Lotto-Soudal                  | + 4' 43"                      |                               |
| 8è                            | Andreas Kron                  | Lotto-Soudal                  | + 4' 53"                      |                               |
| 9è                            | Matis Louvel                  | Arkéa-Samsic                  | + 5' 43"                      |                               |
| 10è                           | Mattias Skjelmose             | Trek-Segafredo                | + 10' 39"                     |                               |

| Classificació per equips | Classificació per equips | Classificació per equips | Classificació per equips |
| Equip                    | Equip                    | Temps                    |                          |
| ------------------------ | ------------------------ | ------------------------ | ------------------------ |
| 1r                       | Lotto Soudal             | 41h 53' 02"              |                          |
| 2n                       | Ineos Grenadiers         | + 57"                    |                          |
| 3r                       | Groupama-FDJ             | + 4' 41"                 |                          |
| 4t                       | Equipo Kern Pharma       | + 5' 45"                 |                          |
| 5è                       | Bora-Hansgrohe           | + 5' 56"                 |                          |
| 6è                       | Trek-Segafredo           | + 6' 16"                 |                          |
| 7è                       | AG2R Citroën Team        | + 6' 34"                 |                          |
| 8è                       | Israel Start-Up Nation   | + 6' 45"                 |                          |
| 9è                       | Qhubeka Assos            | + 6' 49"                 |                          |
| 10è                      | B&B Hotels p/b KTM       | + 6' 55"                 |                          |

| Classificació per equips | Classificació per equips | Classificació per equips | Classificació per equips |
| Equip                    | Equip                    | Temps                    |                          |
| ------------------------ | ------------------------ | ------------------------ | ------------------------ |
| 1r                       | Lotto Soudal             | 41h 53' 02"              |                          |
| 2n                       | Ineos Grenadiers         | + 57"                    |                          |
| 3r                       | Groupama-FDJ             | + 4' 41"                 |                          |
| 4t                       | Equipo Kern Pharma       | + 5' 45"                 |                          |
| 5è                       | Bora-Hansgrohe           | + 5' 56"                 |                          |
| 6è                       | Trek-Segafredo           | + 6' 16"                 |                          |
| 7è                       | AG2R Citroën Team        | + 6' 34"                 |                          |
| 8è                       | Israel Start-Up Nation   | + 6' 45"                 |                          |
| 9è                       | Qhubeka Assos            | + 6' 49"                 |                          |
| 10è                      | B&B Hotels p/b KTM       | + 6' 55"                 |                          |

## Evolució de les classificacions
| Etapa                  | Vencedor               | Classificació general | Classificació de la muntanya | Classificació per punts | Classificació dels joves | Classificació per equips |
| ---------------------- | ---------------------- | --------------------- | ---------------------------- | ----------------------- | ------------------------ | ------------------------ |
| 1                      | Christophe Laporte     | Christophe Laporte    | Alexandre Delettre           | Christophe Laporte      | Jordi Meeus              | Arkéa-Samsic             |
| 2                      | Timothy Dupont         | Christophe Laporte    | Alexandre Delettre           | Christophe Laporte      | Jake Stewart             | Arkéa-Samsic             |
| 3                      | Tim Wellens            | Tim Wellens           | Alexandre Delettre           | Christophe Laporte      | Jake Stewart             | Lotto-Soudal             |
| 4                      | Filippo Ganna          | Tim Wellens           | Alexandre Delettre           | Christophe Laporte      | Jake Stewart             | Lotto-Soudal             |
| 5                      | Filippo Ganna          | Tim Wellens           | Alexandre Delettre           | Christophe Laporte      | Jake Stewart             | Lotto-Soudal             |
| Classificacions finals | Classificacions finals | Tim Wellens           | Alexandre Delettre           | Christophe Laporte      | Jake Stewart             | Lotto-Soudal             |

## Llista de participants
| AG2R Citroën Team ACT | AG2R Citroën Team ACT   | AG2R Citroën Team ACT |
| --------------------- | ----------------------- | --------------------- |
| Núm                   | Ciclista                | Pos                   |
| 1                     | Greg Van Avermaet (BEL) | 7è                    |
| 2                     | Oliver Naesen (BEL)     | 31è                   |
| 3                     | Marc Sarreau (FRA)      | 88è                   |
| 4                     | Julien Duval (FRA)      | 117è                  |
| 5                     | Alexis Gougeard (FRA)   | 42è                   |
| 6                     | Lawrence Naesen (BEL)   | 93è                   |
| 7                     | Damien Touzé (FRA)      | 60è                   |

| Ineos Grenadiers IGD | Ineos Grenadiers IGD        | Ineos Grenadiers IGD |
| -------------------- | --------------------------- | -------------------- |
| Núm                  | Ciclista                    | Pos                  |
| 11                   | Egan Bernal Gómez (COL)     | 64è                  |
| 12                   | Owain Doull (GBR)           | 25è                  |
| 13                   | Filippo Ganna (ITA) (crono) | 13è                  |
| 14                   | Ethan Hayter (GBR)          | 120è                 |
| 15                   | Michał Kwiatkowski (POL)    | 2n                   |
| 16                   | Geraint Thomas (GBR)        | 49è                  |
| 17                   | Salvatore Puccio (ITA)      | 56è                  |

| Trek-Segafredo TFS | Trek-Segafredo TFS      | Trek-Segafredo TFS |
| ------------------ | ----------------------- | ------------------ |
| Núm                | Ciclista                | Pos                |
| 21                 | Alex Kirsch (LUX)       | 66è                |
| 22                 | Ryan Mullen (IRL)       | 89è                |
| 23                 | Vincenzo Nibali (ITA)   | 26è                |
| 24                 | Bauke Mollema (NED)     | 65è                |
| 25                 | Mattias Skjelmose (DEN) | 73è                |
| 26                 | Mads Pedersen (DEN)     | 70è                |
| 27                 | Edward Theuns (BEL)     | 8è                 |

| Groupama-FDJ GFC | Groupama-FDJ GFC        | Groupama-FDJ GFC |
| ---------------- | ----------------------- | ---------------- |
| Núm              | Ciclista                | Pos              |
| 31               | Alexys Brunel (FRA)     | 24è              |
| 32               | Fabian Lienhard (SUI)   | 68è              |
| 33               | William Bonnet (FRA)    | 72è              |
| 34               | Jake Stewart (GBR)      | 4t               |
| 35               | Benjamin Thomas (FRA)   | 17è              |
| 36               | Lars van den Berg (NED) | 132è             |
| 37               | Romain Seigle (FRA)     | 58è              |

| EF Education-Nippo EFN | EF Education-Nippo EFN         | EF Education-Nippo EFN |
| ---------------------- | ------------------------------ | ---------------------- |
| Núm                    | Ciclista                       | Pos                    |
| 41                     | Alberto Bettiol (ITA)          | 20è                    |
| 42                     | Jens Keukeleire (BEL)          | 96è                    |
| 43                     | Sebastian Langeveld (NED)      | 84è                    |
| 44                     | Jonas Rutsch (GER)             | 119è                   |
| 45                     | Rigoberto Urán (COL)           | 37è                    |
| 46                     | Michael Valgren Andersen (DEN) | NP-2                   |
| 47                     | Julius van den Berg (NED)      | 118è                   |

| Total Direct Énergie TDE | Total Direct Énergie TDE   | Total Direct Énergie TDE |
| ------------------------ | -------------------------- | ------------------------ |
| Núm                      | Ciclista                   | Pos                      |
| 51                       | Edvald Boasson Hagen (NOR) | 78è                      |
| 52                       | Geoffrey Soupe (FRA)       | 131è                     |
| 53                       | Pierre Latour (FRA)        | 19è                      |
| 54                       | Christopher Lawless (GBR)  | DNF-4                    |
| 55                       | Adrien Petit (FRA)         | 128è                     |
| 56                       | Niki Terpstra (NED)        | 129è                     |
| 57                       | Anthony Turgis (FRA)       | 57è                      |

| Lotto-Soudal LTS | Lotto-Soudal LTS       | Lotto-Soudal LTS |
| ---------------- | ---------------------- | ---------------- |
| Núm              | Ciclista               | Pos              |
| 61               | John Degenkolb (GER)   | 61è              |
| 62               | Philippe Gilbert (BEL) | 11è              |
| 63               | Tim Wellens (BEL)      | 1r               |
| 64               | Andreas Kron (DEN)     | 62è              |
| 65               | Stefano Oldani (ITA)   | 14è              |
| 66               | Gerben Thijssen (BEL)  | 123è             |
| 67               | Brent Van Moer (BEL)   | 59è              |

| Bora-Hansgrohe BOH | Bora-Hansgrohe BOH        | Bora-Hansgrohe BOH |
| ------------------ | ------------------------- | ------------------ |
| Núm                | Ciclista                  | Pos                |
| 71                 | Felix Großschartner (AUT) | 48è                |
| 72                 | Nils Politt (GER)         | 3r                 |
| 73                 | Jordi Meeus (BEL)         | 95è                |
| 74                 | Pascal Ackermann (GER)    | NP-5               |
| 75                 | Lukas Pöstlberger (AUT)   | 53è                |
| 76                 | Patrick Gamper (AUT)      | 134è               |
| 77                 | Frederik Wandahl (DEN)    | 99è                |

| Arkéa-Samsic ARK | Arkéa-Samsic ARK     | Arkéa-Samsic ARK |
| ---------------- | -------------------- | ---------------- |
| Núm              | Ciclista             | Pos              |
| 81               | Nacer Bouhanni (FRA) | 40è              |
| 82               | Bram Welten (NED)    | 108è             |
| 83               | Daniel McLay (GBR)   | 100è             |
| 84               | Łukasz Owsian (POL)  | 52è              |
| 85               | Clément Russo (FRA)  | 74è              |
| 86               | Matis Louvel (FRA)   | 67è              |
| 87               | Connor Swift (GBR)   | 22è              |

| Israel Start-Up Nation ISN | Israel Start-Up Nation ISN | Israel Start-Up Nation ISN |
| -------------------------- | -------------------------- | -------------------------- |
| Núm                        | Ciclista                   | Pos                        |
| 91                         | Rudy Barbier (FRA)         | 122è                       |
| 92                         | Jenthe Biermans (BEL)      | 46è                        |
| 93                         | Guillaume Boivin (CAN)     | 75è                        |
| 94                         | Ben Hermans (BEL)          | 28è                        |
| 95                         | Alexis Renard (FRA)        | 101è                       |
| 96                         | Mads Würtz Schmidt (DEN)   | 5è                         |
| 97                         | Sep Vanmarcke (BEL)        | 39è                        |

| Cofidis COF | Cofidis COF               | Cofidis COF |
| ----------- | ------------------------- | ----------- |
| Núm         | Ciclista                  | Pos         |
| 101         | Christophe Laporte (FRA)  | 16è         |
| 102         | Jean-Pierre Drucker (LUX) | 83è         |
| 103         | Piet Allegaert (BEL)      | 82è         |
| 104         | Tom Bohli (SUI)           | 109è        |
| 105         | Emmanuel Morin (FRA)      | 94è         |
| 106         | Anthony Perez (FRA)       | 69è         |
| 107         | Kenneth Vanbilsen (BEL)   | 114è        |

| Intermarché-Wanty-Gobert Matériaux IWG | Intermarché-Wanty-Gobert Matériaux IWG | Intermarché-Wanty-Gobert Matériaux IWG |
| -------------------------------------- | -------------------------------------- | -------------------------------------- |
| Núm                                    | Ciclista                               | Pos                                    |
| 111                                    | Jonas Koch (GER)                       | 44è                                    |
| 112                                    | Théo Delacroix (FRA)                   | 91è                                    |
| 113                                    | Tom Devriendt (BEL)                    | 113è                                   |
| 114                                    | Odd Christian Eiking (NOR)             | 10è                                    |
| 115                                    | Boy van Poppel (NED)                   | 115è                                   |
| 116                                    | Rein Taaramäe (EST)                    | 29è                                    |
| 117                                    | Danny van Poppel (NED)                 | 104è                                   |

| Qhubeka Assos TQA | Qhubeka Assos TQA            | Qhubeka Assos TQA |
| ----------------- | ---------------------------- | ----------------- |
| Núm               | Ciclista                     | Pos               |
| 121               | Sean Bennett (USA)           | 63è               |
| 122               | Simon Clarke (AUS)           | 54è               |
| 123               | Michael Gogl (AUT)           | 6è                |
| 124               | Andreas Stokbro (DEN)        | NP-2              |
| 125               | Matteo Pelucchi (ITA)        | 127è              |
| 126               | Łukasz Wiśniowski (POL)      | 87è               |
| 127               | Giacomo Nizzolo (ITA) (ruta) | 90è               |

| B&B Hotels p/b KTM BBK | B&B Hotels p/b KTM BBK | B&B Hotels p/b KTM BBK |
| ---------------------- | ---------------------- | ---------------------- |
| Núm                    | Ciclista               | Pos                    |
| 131                    | Bryan Coquard (FRA)    | 23è                    |
| 132                    | Cyril Barthe (FRA)     | 12è                    |
| 133                    | Jens Debusschere (BEL) | 106è                   |
| 134                    | Jérémy Lecroq (FRA)    | 76è                    |
| 135                    | Cyril Lemoine (FRA)    | 133è                   |
| 136                    | Quentin Pacher (FRA)   | 36è                    |
| 137                    | Kévin Réza (FRA)       | 111è                   |

| Alpecin-Fenix AFC | Alpecin-Fenix AFC           | Alpecin-Fenix AFC |
| ----------------- | --------------------------- | ----------------- |
| Núm               | Ciclista                    | Pos               |
| 141               | Silvan Dillier (SUI)        | 32è               |
| 142               | Tobias Bayer (AUT)          | 47è               |
| 143               | Tim Merlier (BEL)           | 102è              |
| 144               | Sam Gaze (NZL)              | 86è               |
| 145               | Senne Leysen (BEL)          | 97è               |
| 146               | Dries De Bondt (BEL) (ruta) | 85è               |
| 147               | Otto Vergaerde (BEL)        | 71è               |

| Sport Vlaanderen-Baloise SVB | Sport Vlaanderen-Baloise SVB | Sport Vlaanderen-Baloise SVB |
| ---------------------------- | ---------------------------- | ---------------------------- |
| Núm                          | Ciclista                     | Pos                          |
| 151                          | Lindsay De Vylder (BEL)      | NP-1                         |
| 152                          | Rune Herregodts (BEL)        | NP-1                         |
| 153                          | Jens Reynders (BEL)          | NP-1                         |
| 154                          | Fabio Van den Bossche (BEL)  | NP-1                         |
| 155                          | Kenneth Van Rooy (BEL)       | NP-1                         |
| 156                          | Sasha Weemaes (BEL)          | NP-1                         |
| 157                          | Thimo Willems (BEL)          | NP-1                         |

| Delko DKO | Delko DKO                         | Delko DKO |
| --------- | --------------------------------- | --------- |
| Núm       | Ciclista                          | Pos       |
| 161       | Pierre Barbier (FRA)              | 125è      |
| 162       | Clément Carisey (FRA)             | 9è        |
| 163       | Alexandre Delettre (FRA)          | 51è       |
| 164       | Mauro Finetto (ITA)               | 38è       |
| 165       | Eduard-Michael Grosu (ROU)        | 77è       |
| 166       | Evaldas Šiškevičius (LTU) (crono) | 41è       |
| 167       | August Jensen (NOR)               | 35è       |

| Bingoal-WB BWB | Bingoal-WB BWB       | Bingoal-WB BWB |
| -------------- | -------------------- | -------------- |
| Núm            | Ciclista             | Pos            |
| 171            | Arjen Livyns (BEL)   | 50è            |
| 172            | Timothy Dupont (BEL) | 103è           |
| 173            | Milan Menten (BEL)   | 92è            |
| 174            | Tom Paquot (BEL)     | 124è           |
| 175            | Ludovic Robeet (BEL) | 112è           |
| 176            | Joel Suter (SUI)     | 81è            |
| 177            | Boris Vallée (BEL)   | DNF-3          |

| Saint Michel-Auber 93 AUB | Saint Michel-Auber 93 AUB | Saint Michel-Auber 93 AUB |
| ------------------------- | ------------------------- | ------------------------- |
| Núm                       | Ciclista                  | Pos                       |
| 181                       | Romain Cardis (FRA)       | 55è                       |
| 182                       | Tony Hurel (FRA)          | 116è                      |
| 183                       | Louis Louvet (FRA)        | 105è                      |
| 184                       | Flavien Maurelet (FRA)    | 80è                       |
| 185                       | Yoann Paillot (FRA)       | 30è                       |
| 186                       | Jason Tesson (FRA)        | 121è                      |
| 187                       | Morne van Niekerk (RSA)   | 110è                      |

| Equipo Kern Pharma EKP | Equipo Kern Pharma EKP           | Equipo Kern Pharma EKP |
| ---------------------- | -------------------------------- | ---------------------- |
| Núm                    | Ciclista                         | Pos                    |
| 191                    | Martí Márquez (ESP)              | 15è                    |
| 192                    | Francisco Galván Fernández (ESP) | 79è                    |
| 193                    | Enrique Sanz Unzué (ESP)         | DNF-3                  |
| 194                    | Roger Adrià Oliveras (ESP)       | 18è                    |
| 195                    | Urko Berrade (ESP)               | 27è                    |
| 196                    | Vojtěch Řepa (CZE)               | 107è                   |
| 197                    | Raúl García Pierna (ESP)         | 34è                    |

| Xelliss-Roubaix Lille Métropole XRL | Xelliss-Roubaix Lille Métropole XRL | Xelliss-Roubaix Lille Métropole XRL |
| ----------------------------------- | ----------------------------------- | ----------------------------------- |
| Núm                                 | Ciclista                            | Pos                                 |
| 201                                 | Emiel Vermeulen (BEL)               | 126è                                |
| 202                                 | Ivan Centrone (LUX)                 | 33è                                 |
| 203                                 | Dylan Kowalski (FRA)                | 21è                                 |
| 204                                 | Samuel Leroux (FRA)                 | 43è                                 |
| 205                                 | Maximilien Picoux (BEL)             | 130è                                |
| 206                                 | Valentin Tabellion (FRA)            | 98è                                 |
| 207                                 | Jordan Levasseur (FRA)              | DNF-1                               |

| Cambodia Cycling Academy CCA | Cambodia Cycling Academy CCA | Cambodia Cycling Academy CCA |
| ---------------------------- | ---------------------------- | ---------------------------- |
| Núm                          | Ciclista                     | Pos                          |
| 211                          | Samy Aurignac (FRA)          | 135è                         |
| 212                          | Johan Le Bon (FRA)           | 45è                          |
| 213                          | Antoine Berlin (MON)         | DNF-3                        |

| sense equip ___ | sense equip ___    | sense equip ___ |
| --------------- | ------------------ | --------------- |
| Núm             | Ciclista           | Pos             |
| 214             | Barry Miller (USA) | DNF-3           |

| Cambodia Cycling Academy CCA | Cambodia Cycling Academy CCA | Cambodia Cycling Academy CCA |
| ---------------------------- | ---------------------------- | ---------------------------- |
| Núm                          | Ciclista                     | Pos                          |
| 217                          | Christopher Lamaille (FRA)   | DNF-3                        |

| AG2R Citroën Team ACT | AG2R Citroën Team ACT   | AG2R Citroën Team ACT |
| --------------------- | ----------------------- | --------------------- |
| Núm                   | Ciclista                | Pos                   |
| 1                     | Greg Van Avermaet (BEL) | 7è                    |
| 2                     | Oliver Naesen (BEL)     | 31è                   |
| 3                     | Marc Sarreau (FRA)      | 88è                   |
| 4                     | Julien Duval (FRA)      | 117è                  |
| 5                     | Alexis Gougeard (FRA)   | 42è                   |
| 6                     | Lawrence Naesen (BEL)   | 93è                   |
| 7                     | Damien Touzé (FRA)      | 60è                   |

| Ineos Grenadiers IGD | Ineos Grenadiers IGD        | Ineos Grenadiers IGD |
| -------------------- | --------------------------- | -------------------- |
| Núm                  | Ciclista                    | Pos                  |
| 11                   | Egan Bernal Gómez (COL)     | 64è                  |
| 12                   | Owain Doull (GBR)           | 25è                  |
| 13                   | Filippo Ganna (ITA) (crono) | 13è                  |
| 14                   | Ethan Hayter (GBR)          | 120è                 |
| 15                   | Michał Kwiatkowski (POL)    | 2n                   |
| 16                   | Geraint Thomas (GBR)        | 49è                  |
| 17                   | Salvatore Puccio (ITA)      | 56è                  |

| Trek-Segafredo TFS | Trek-Segafredo TFS      | Trek-Segafredo TFS |
| ------------------ | ----------------------- | ------------------ |
| Núm                | Ciclista                | Pos                |
| 21                 | Alex Kirsch (LUX)       | 66è                |
| 22                 | Ryan Mullen (IRL)       | 89è                |
| 23                 | Vincenzo Nibali (ITA)   | 26è                |
| 24                 | Bauke Mollema (NED)     | 65è                |
| 25                 | Mattias Skjelmose (DEN) | 73è                |
| 26                 | Mads Pedersen (DEN)     | 70è                |
| 27                 | Edward Theuns (BEL)     | 8è                 |

| Groupama-FDJ GFC | Groupama-FDJ GFC        | Groupama-FDJ GFC |
| ---------------- | ----------------------- | ---------------- |
| Núm              | Ciclista                | Pos              |
| 31               | Alexys Brunel (FRA)     | 24è              |
| 32               | Fabian Lienhard (SUI)   | 68è              |
| 33               | William Bonnet (FRA)    | 72è              |
| 34               | Jake Stewart (GBR)      | 4t               |
| 35               | Benjamin Thomas (FRA)   | 17è              |
| 36               | Lars van den Berg (NED) | 132è             |
| 37               | Romain Seigle (FRA)     | 58è              |

| EF Education-Nippo EFN | EF Education-Nippo EFN         | EF Education-Nippo EFN |
| ---------------------- | ------------------------------ | ---------------------- |
| Núm                    | Ciclista                       | Pos                    |
| 41                     | Alberto Bettiol (ITA)          | 20è                    |
| 42                     | Jens Keukeleire (BEL)          | 96è                    |
| 43                     | Sebastian Langeveld (NED)      | 84è                    |
| 44                     | Jonas Rutsch (GER)             | 119è                   |
| 45                     | Rigoberto Urán (COL)           | 37è                    |
| 46                     | Michael Valgren Andersen (DEN) | NP-2                   |
| 47                     | Julius van den Berg (NED)      | 118è                   |

| Total Direct Énergie TDE | Total Direct Énergie TDE   | Total Direct Énergie TDE |
| ------------------------ | -------------------------- | ------------------------ |
| Núm                      | Ciclista                   | Pos                      |
| 51                       | Edvald Boasson Hagen (NOR) | 78è                      |
| 52                       | Geoffrey Soupe (FRA)       | 131è                     |
| 53                       | Pierre Latour (FRA)        | 19è                      |
| 54                       | Christopher Lawless (GBR)  | DNF-4                    |
| 55                       | Adrien Petit (FRA)         | 128è                     |
| 56                       | Niki Terpstra (NED)        | 129è                     |
| 57                       | Anthony Turgis (FRA)       | 57è                      |

| Lotto-Soudal LTS | Lotto-Soudal LTS       | Lotto-Soudal LTS |
| ---------------- | ---------------------- | ---------------- |
| Núm              | Ciclista               | Pos              |
| 61               | John Degenkolb (GER)   | 61è              |
| 62               | Philippe Gilbert (BEL) | 11è              |
| 63               | Tim Wellens (BEL)      | 1r               |
| 64               | Andreas Kron (DEN)     | 62è              |
| 65               | Stefano Oldani (ITA)   | 14è              |
| 66               | Gerben Thijssen (BEL)  | 123è             |
| 67               | Brent Van Moer (BEL)   | 59è              |

| Bora-Hansgrohe BOH | Bora-Hansgrohe BOH        | Bora-Hansgrohe BOH |
| ------------------ | ------------------------- | ------------------ |
| Núm                | Ciclista                  | Pos                |
| 71                 | Felix Großschartner (AUT) | 48è                |
| 72                 | Nils Politt (GER)         | 3r                 |
| 73                 | Jordi Meeus (BEL)         | 95è                |
| 74                 | Pascal Ackermann (GER)    | NP-5               |
| 75                 | Lukas Pöstlberger (AUT)   | 53è                |
| 76                 | Patrick Gamper (AUT)      | 134è               |
| 77                 | Frederik Wandahl (DEN)    | 99è                |

| Arkéa-Samsic ARK | Arkéa-Samsic ARK     | Arkéa-Samsic ARK |
| ---------------- | -------------------- | ---------------- |
| Núm              | Ciclista             | Pos              |
| 81               | Nacer Bouhanni (FRA) | 40è              |
| 82               | Bram Welten (NED)    | 108è             |
| 83               | Daniel McLay (GBR)   | 100è             |
| 84               | Łukasz Owsian (POL)  | 52è              |
| 85               | Clément Russo (FRA)  | 74è              |
| 86               | Matis Louvel (FRA)   | 67è              |
| 87               | Connor Swift (GBR)   | 22è              |

| Israel Start-Up Nation ISN | Israel Start-Up Nation ISN | Israel Start-Up Nation ISN |
| -------------------------- | -------------------------- | -------------------------- |
| Núm                        | Ciclista                   | Pos                        |
| 91                         | Rudy Barbier (FRA)         | 122è                       |
| 92                         | Jenthe Biermans (BEL)      | 46è                        |
| 93                         | Guillaume Boivin (CAN)     | 75è                        |
| 94                         | Ben Hermans (BEL)          | 28è                        |
| 95                         | Alexis Renard (FRA)        | 101è                       |
| 96                         | Mads Würtz Schmidt (DEN)   | 5è                         |
| 97                         | Sep Vanmarcke (BEL)        | 39è                        |

| Cofidis COF | Cofidis COF               | Cofidis COF |
| ----------- | ------------------------- | ----------- |
| Núm         | Ciclista                  | Pos         |
| 101         | Christophe Laporte (FRA)  | 16è         |
| 102         | Jean-Pierre Drucker (LUX) | 83è         |
| 103         | Piet Allegaert (BEL)      | 82è         |
| 104         | Tom Bohli (SUI)           | 109è        |
| 105         | Emmanuel Morin (FRA)      | 94è         |
| 106         | Anthony Perez (FRA)       | 69è         |
| 107         | Kenneth Vanbilsen (BEL)   | 114è        |

| Intermarché-Wanty-Gobert Matériaux IWG | Intermarché-Wanty-Gobert Matériaux IWG | Intermarché-Wanty-Gobert Matériaux IWG |
| -------------------------------------- | -------------------------------------- | -------------------------------------- |
| Núm                                    | Ciclista                               | Pos                                    |
| 111                                    | Jonas Koch (GER)                       | 44è                                    |
| 112                                    | Théo Delacroix (FRA)                   | 91è                                    |
| 113                                    | Tom Devriendt (BEL)                    | 113è                                   |
| 114                                    | Odd Christian Eiking (NOR)             | 10è                                    |
| 115                                    | Boy van Poppel (NED)                   | 115è                                   |
| 116                                    | Rein Taaramäe (EST)                    | 29è                                    |
| 117                                    | Danny van Poppel (NED)                 | 104è                                   |

| Qhubeka Assos TQA | Qhubeka Assos TQA            | Qhubeka Assos TQA |
| ----------------- | ---------------------------- | ----------------- |
| Núm               | Ciclista                     | Pos               |
| 121               | Sean Bennett (USA)           | 63è               |
| 122               | Simon Clarke (AUS)           | 54è               |
| 123               | Michael Gogl (AUT)           | 6è                |
| 124               | Andreas Stokbro (DEN)        | NP-2              |
| 125               | Matteo Pelucchi (ITA)        | 127è              |
| 126               | Łukasz Wiśniowski (POL)      | 87è               |
| 127               | Giacomo Nizzolo (ITA) (ruta) | 90è               |

| B&B Hotels p/b KTM BBK | B&B Hotels p/b KTM BBK | B&B Hotels p/b KTM BBK |
| ---------------------- | ---------------------- | ---------------------- |
| Núm                    | Ciclista               | Pos                    |
| 131                    | Bryan Coquard (FRA)    | 23è                    |
| 132                    | Cyril Barthe (FRA)     | 12è                    |
| 133                    | Jens Debusschere (BEL) | 106è                   |
| 134                    | Jérémy Lecroq (FRA)    | 76è                    |
| 135                    | Cyril Lemoine (FRA)    | 133è                   |
| 136                    | Quentin Pacher (FRA)   | 36è                    |
| 137                    | Kévin Réza (FRA)       | 111è                   |

| Alpecin-Fenix AFC | Alpecin-Fenix AFC           | Alpecin-Fenix AFC |
| ----------------- | --------------------------- | ----------------- |
| Núm               | Ciclista                    | Pos               |
| 141               | Silvan Dillier (SUI)        | 32è               |
| 142               | Tobias Bayer (AUT)          | 47è               |
| 143               | Tim Merlier (BEL)           | 102è              |
| 144               | Sam Gaze (NZL)              | 86è               |
| 145               | Senne Leysen (BEL)          | 97è               |
| 146               | Dries De Bondt (BEL) (ruta) | 85è               |
| 147               | Otto Vergaerde (BEL)        | 71è               |

| Sport Vlaanderen-Baloise SVB | Sport Vlaanderen-Baloise SVB | Sport Vlaanderen-Baloise SVB |
| ---------------------------- | ---------------------------- | ---------------------------- |
| Núm                          | Ciclista                     | Pos                          |
| 151                          | Lindsay De Vylder (BEL)      | NP-1                         |
| 152                          | Rune Herregodts (BEL)        | NP-1                         |
| 153                          | Jens Reynders (BEL)          | NP-1                         |
| 154                          | Fabio Van den Bossche (BEL)  | NP-1                         |
| 155                          | Kenneth Van Rooy (BEL)       | NP-1                         |
| 156                          | Sasha Weemaes (BEL)          | NP-1                         |
| 157                          | Thimo Willems (BEL)          | NP-1                         |

| Delko DKO | Delko DKO                         | Delko DKO |
| --------- | --------------------------------- | --------- |
| Núm       | Ciclista                          | Pos       |
| 161       | Pierre Barbier (FRA)              | 125è      |
| 162       | Clément Carisey (FRA)             | 9è        |
| 163       | Alexandre Delettre (FRA)          | 51è       |
| 164       | Mauro Finetto (ITA)               | 38è       |
| 165       | Eduard-Michael Grosu (ROU)        | 77è       |
| 166       | Evaldas Šiškevičius (LTU) (crono) | 41è       |
| 167       | August Jensen (NOR)               | 35è       |

| Bingoal-WB BWB | Bingoal-WB BWB       | Bingoal-WB BWB |
| -------------- | -------------------- | -------------- |
| Núm            | Ciclista             | Pos            |
| 171            | Arjen Livyns (BEL)   | 50è            |
| 172            | Timothy Dupont (BEL) | 103è           |
| 173            | Milan Menten (BEL)   | 92è            |
| 174            | Tom Paquot (BEL)     | 124è           |
| 175            | Ludovic Robeet (BEL) | 112è           |
| 176            | Joel Suter (SUI)     | 81è            |
| 177            | Boris Vallée (BEL)   | DNF-3          |

| Saint Michel-Auber 93 AUB | Saint Michel-Auber 93 AUB | Saint Michel-Auber 93 AUB |
| ------------------------- | ------------------------- | ------------------------- |
| Núm                       | Ciclista                  | Pos                       |
| 181                       | Romain Cardis (FRA)       | 55è                       |
| 182                       | Tony Hurel (FRA)          | 116è                      |
| 183                       | Louis Louvet (FRA)        | 105è                      |
| 184                       | Flavien Maurelet (FRA)    | 80è                       |
| 185                       | Yoann Paillot (FRA)       | 30è                       |
| 186                       | Jason Tesson (FRA)        | 121è                      |
| 187                       | Morne van Niekerk (RSA)   | 110è                      |

| Equipo Kern Pharma EKP | Equipo Kern Pharma EKP           | Equipo Kern Pharma EKP |
| ---------------------- | -------------------------------- | ---------------------- |
| Núm                    | Ciclista                         | Pos                    |
| 191                    | Martí Márquez (ESP)              | 15è                    |
| 192                    | Francisco Galván Fernández (ESP) | 79è                    |
| 193                    | Enrique Sanz Unzué (ESP)         | DNF-3                  |
| 194                    | Roger Adrià Oliveras (ESP)       | 18è                    |
| 195                    | Urko Berrade (ESP)               | 27è                    |
| 196                    | Vojtěch Řepa (CZE)               | 107è                   |
| 197                    | Raúl García Pierna (ESP)         | 34è                    |

| Xelliss-Roubaix Lille Métropole XRL | Xelliss-Roubaix Lille Métropole XRL | Xelliss-Roubaix Lille Métropole XRL |
| ----------------------------------- | ----------------------------------- | ----------------------------------- |
| Núm                                 | Ciclista                            | Pos                                 |
| 201                                 | Emiel Vermeulen (BEL)               | 126è                                |
| 202                                 | Ivan Centrone (LUX)                 | 33è                                 |
| 203                                 | Dylan Kowalski (FRA)                | 21è                                 |
| 204                                 | Samuel Leroux (FRA)                 | 43è                                 |
| 205                                 | Maximilien Picoux (BEL)             | 130è                                |
| 206                                 | Valentin Tabellion (FRA)            | 98è                                 |
| 207                                 | Jordan Levasseur (FRA)              | DNF-1                               |

| Cambodia Cycling Academy CCA | Cambodia Cycling Academy CCA | Cambodia Cycling Academy CCA |
| ---------------------------- | ---------------------------- | ---------------------------- |
| Núm                          | Ciclista                     | Pos                          |
| 211                          | Samy Aurignac (FRA)          | 135è                         |
| 212                          | Johan Le Bon (FRA)           | 45è                          |
| 213                          | Antoine Berlin (MON)         | DNF-3                        |

| sense equip ___ | sense equip ___    | sense equip ___ |
| --------------- | ------------------ | --------------- |
| Núm             | Ciclista           | Pos             |
| 214             | Barry Miller (USA) | DNF-3           |

| Cambodia Cycling Academy CCA | Cambodia Cycling Academy CCA | Cambodia Cycling Academy CCA |
| ---------------------------- | ---------------------------- | ---------------------------- |
| Núm                          | Ciclista                     | Pos                          |
| 217                          | Christopher Lamaille (FRA)   | DNF-3                        |